# Gestreifter Schwaden
Der Gestreifte Schwaden (Glyceria striata), auch Gestreiftes Süßgras genannt, ist eine Pflanzenart aus der Gattung Schwaden (Glyceria) und damit der Familie der Süßgräser (Poaceae).

## Beschreibung

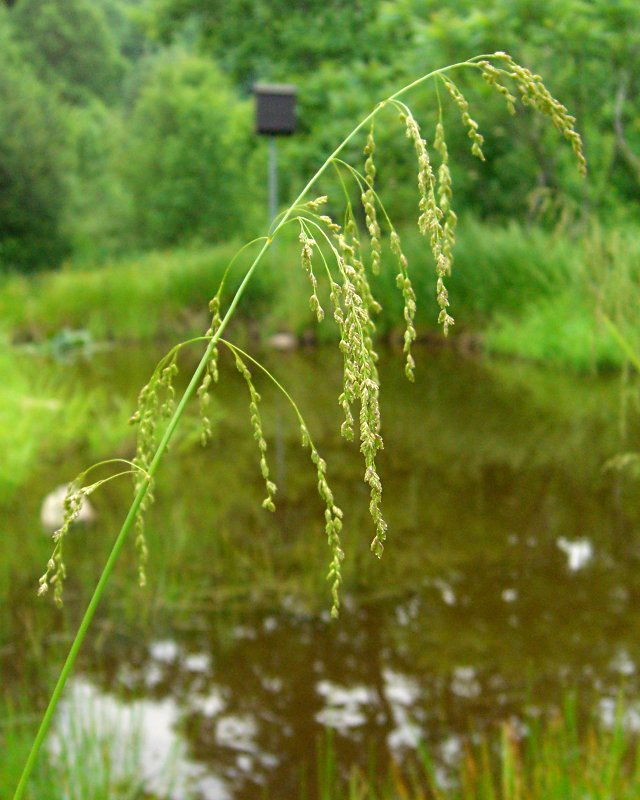
Gestreifter Schwaden (Glyceria striata)

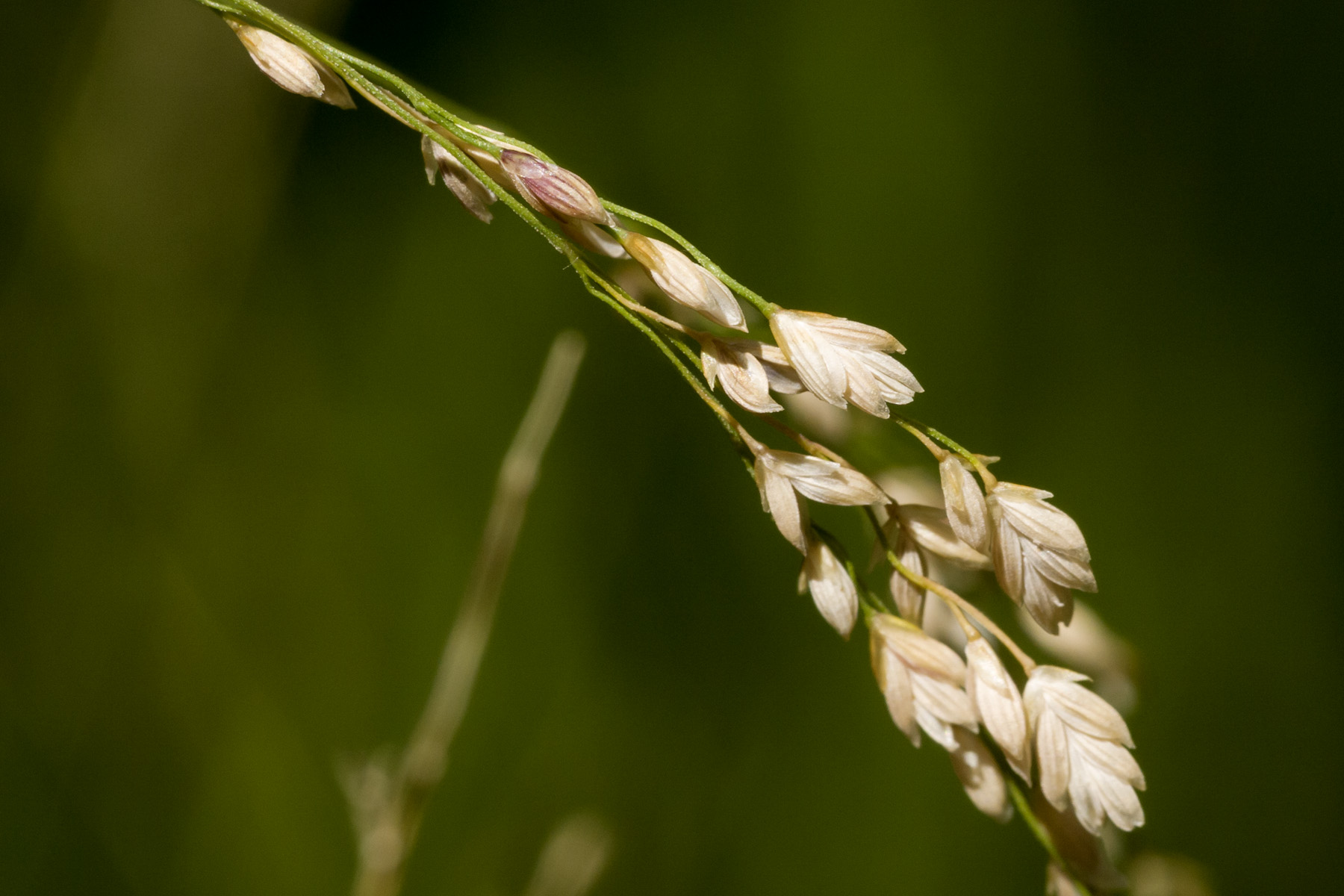
Ährchen

### Vegetative Merkmale
Der Gestreifte Schwaden ist ausdauernd und bildet dichte Horste. Er entwickelt unterirdische Ausläufer. Seine Halme werden 30–100 cm hoch, sie sind aufrecht oder aufsteigend und mit 4–6 kahlen Knoten versehen. Die Blattspreiten sind bis 20 Zentimeter lang und 2 bis 6 Millimeter breit. Das Blatthäutchen ist 1,5 bis 3 mm lang. 

### Generative Merkmale
Die Blütenrispe ist 5–30 cm lang, locker, zur Reifezeit ausgebreitet und oft nickend. Sie erinnert an die Blütenrispe des Wald-Flattergrases (Milium effusum). Die unteren Seitenäste gehen zu 1–2 von der Hauptachse ab und sind nur in der oberen Hälfte mit Ährchen besetzt. Die Ährchenstiele sind 1–2 mm lang. Die Ährchen sind  4-7-blütig, 2–4 mm lang, seitlich zusammengedrückt, eiförmig. Zur Reifezeit fallen die Blütchen einzeln aus den stehengebliebenen Hüllspelzen heraus. Die Hüllspelzen sind lanzettlich bis eiförmig und abgerundet. Die Deckspelzen sind siebennervig, 1,5–2 mm lang, häutig, mit weißlich-durchsichtigem oberen Rand. Die Vorspelzen sind zweinervig und etwas kürzer als die Deckspelzen. Die Blütchen enthalten zwei, sehr selten drei Staubblätter. Die Staubbeutel sind 0,4–0,6 mm lang. Die Blütezeit ist Juli bis August.
Die Chromosomenzahl ist 2n = 20.

## Verbreitung
Das ursprüngliche Verbreitungsgebiet des Gestreiften Schwadens reicht vom subarktischen Amerika südlich bis Guatemala. In Frankreich, in Schweden, Tschechien, Polen, Österreich, in der Schweiz, in Deutschland und in Neuseeland ist die Art ein Neophyt. Sie kommt in Europa eingeschleppt auch in Spanien, Belgien, der Niederlande, Italien, Slowenien, Kroatien, Finnland, dem Baltikum, der Ukraine und in Russland vor.
Die ökologischen Zeigerwerte nach Landolt et al. 2010 sind in der Schweiz: Feuchtezahl F = 4+w+ (nass aber stark wechselnd), Lichtzahl L = 3 (halbschattig), Reaktionszahl R = 2 (sauer), Temperaturzahl T = 3+ (unter-montan und ober-kollin), Nährstoffzahl N = 4 (nährstoffreich), Kontinentalitätszahl K = 2 (subozeanisch).

## Ausbreitungsgeschichte
In Europa wurde die Art erstmals in Frankreich im Bois de Meudon südwestlich von Paris 1849 beobachtet. Erst 100 Jahre später gab es in Frankreich weitere Beobachtungen. In der Schweiz wurde die Art 1952 entdeckt, in Österreich 1966, in Liechtenstein 1972, in Polen 1981. Henning Haeupler entdeckte die Art in Deutschland 1971 am Dinkelberg bei Degerfelden. Die Einschleppung erfolgte in Deutschland wahrscheinlich mit amerikanischem Saatgut bereits vor dem Zweiten Weltkrieg. In Mitteleuropa liegen Beobachtungen vor von der Schweiz, Liechtenstein, Südtirol, den Niederlanden, in Österreich aus Salzburg, Kärnten, Oberösterreich und der Steiermark, in Deutschland beispielsweise aus Berlin-Brandenburg, Staffelsee und Kochelsee in Bayern, dem Rheinland, dem Westerwald und westlich Bielefeld.

## Ökologie
Die Art wächst in Mitteleuropa besonders auf nassen Waldwegen in Gesellschaften des Verbands Agropyro-Rumicion, aber auch in denen des Verbands Alliarion. Sie kommt in Mitteleuropa auch oft auf kultivierten Moorflächen, auf nassen Weiden oder auf brachgefallenen Futterwiesen vor. Die Böden sind oft nasse, saure Moorböden. Sie ist ein Zeiger für Sauerstoffarmut des Bodens.

## Taxonomie und Systematik
Der Gestreifte Schwaden wurde 1791 erstbeschrieben von Jean-Baptiste de Lamarck als Poa striata in Tableau Encyclopedique et Méthodique ... Botanique, Band 1, S. 183. Albert Spear Hitchcock hat sie 1928 in Proceedings of the Biological Society of Washington Band 41, S. 157 in die Gattung Glyceria gestellt. Synonyme für Glyceria striata (Lam.) Hitchc. sind Poa nervata Willd., Glyceria nervata (Willd.) Trin. und Catabrosa nervata (Willd.) Link.
Es können 2 Unterarten unterschieden werden:
- Glyceria striata subsp. striata
- Glyceria striata subsp. difformis Portal: Die 2013 von Robert Portal (* 1948) erstbeschriebene Unterart ist in Frankreich eingebürgert und kommt eingeschleppt auch in Deutschland, Belgien, Tschechien und Österreich vor.[4]